# Bibratunnel
Der Bibratunnel ist ein Eisenbahntunnel der Neubaustrecke Erfurt–Leipzig/Halle. Seine beiden Röhren unterqueren bei einer Länge von je 6467 m in nordöstlicher Richtung die Hochebene der Hermundurischen Scholle und treten westlich des Unstruttals wieder an die Oberfläche. Das Westportal liegt zwischen Bad Bibra und Saubach.
Die Rohbauarbeiten an dem 230 Millionen Euro teuren Tunnel waren 2012 abgeschlossen.

## Verlauf
Der Tunnel liegt zwischen den Streckenkilometern 237,301 und 243,768. Er besteht aus zwei parallelen eingleisigen Tunnelröhren, die in einem Achsabstand von 20 m bis 25 m liegen. Die beiden Röhren verlaufen von Südwesten nach Nordosten. Im ersten Kilometer steigt die Gradiente mit 2,5 Promille an, um dann bis zum Ostportal mit 4 Promille abzufallen. Die Überdeckung beträgt hierbei zwischen 15 m und 50 m. Die Bundesstraße 250 wird nördlich von Bad Bibra unterfahren.
Dem Westportal schließt sich die Saubachtalbrücke, der Überholbahnhof Saubachtal und der Finnetunnel an. Dem Ostportal folgt ein Abschnitt ebenerdiger Strecke und die Unstruttalbrücke.

### Geologie
Geologisch liegt der Tunnel auf seiner ganzen Länge in Schichten des Mittleren Buntsandsteins durchweg etwa 30 m über dem Grundwasserspiegel.

## Geschichte

### Planung
1994 war eine Länge von 6800 m für das Bauwerk geplant. Das Bauwerk wurde mit 310 Millionen D-Mark netto kalkuliert, die technische Ausrüstung mit 40 Millionen DM.
Das Bauwerk liegt im Planfeststellungsabschnitt 2.2 der Neubaustrecke.
Nach dem Planungsstand von Mitte 1995 sollte das Bauwerk, mit einer Länge von 6414 m, zwischen den Baukilometern 46,22 und 52,63 liegen.
Im Zuge eines Planänderungsverfahrens wurde 2009 die Anzahl der Querschläge von sechs auf 13 erhöht sowie die Tunnelportale um Sonic-Boom-Bauwerke gegen den Tunnelknall ergänzt.

### Bau

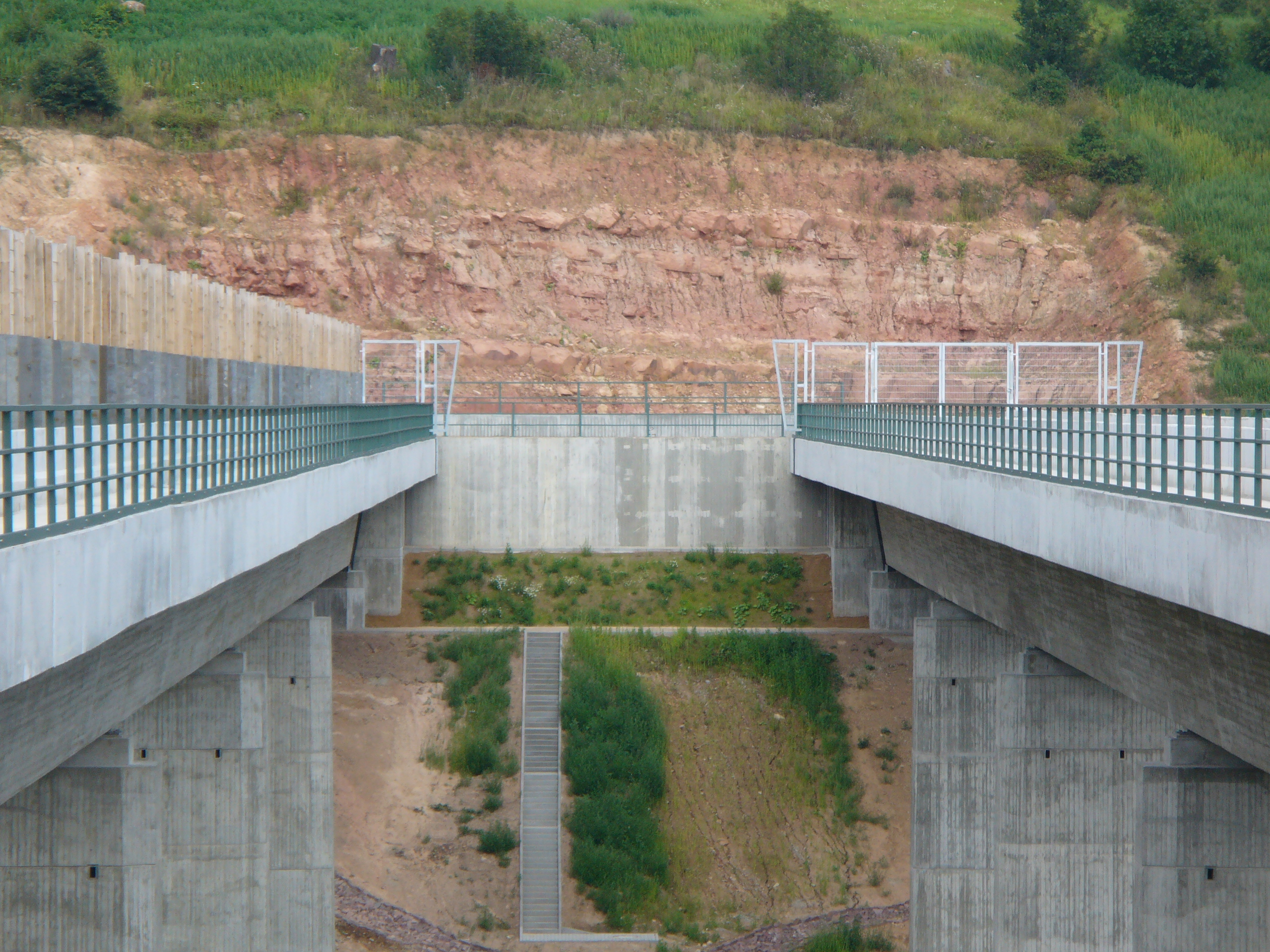
Das zukünftige Westportal, hinter der bereits fertiggestellten Saubachtalbrücke, vor Baubeginn (2007)

Der Bauauftrag für den Tunnel einschließlich des Erdbaus auf rund 1300 m anschließender freier Strecke wurde im August 2007 europaweit ausgeschrieben und im Januar 2008 vergeben.
Die Bauarbeiten begannen im Mai 2008 mit dem Aushub von Voreinschnitten an beiden Portalen. Als bauvorbereitende Maßnahmen wurde die 60.000 m² umfassende Baustelleneinrichtung und eine Startbaugrube errichtet. Außerdem entstanden 10 km lange Baustraßen.
Der feierliche Tunnelanschlag folgte am 17. Oktober 2008. Die Tunnelpatenschaften haben die sachsen-anhaltische Gesundheits- und Sozialministerin Gerlinde Kuppe und Gisela Reiche, die Ehefrau des Landrates Harri Reiche, übernommen. Symbolisch lösten die beiden die ersten beiden Sprengungen aus. Der Vortrieb lief gleichzeitig in beiden Röhren in beiden Richtungen.

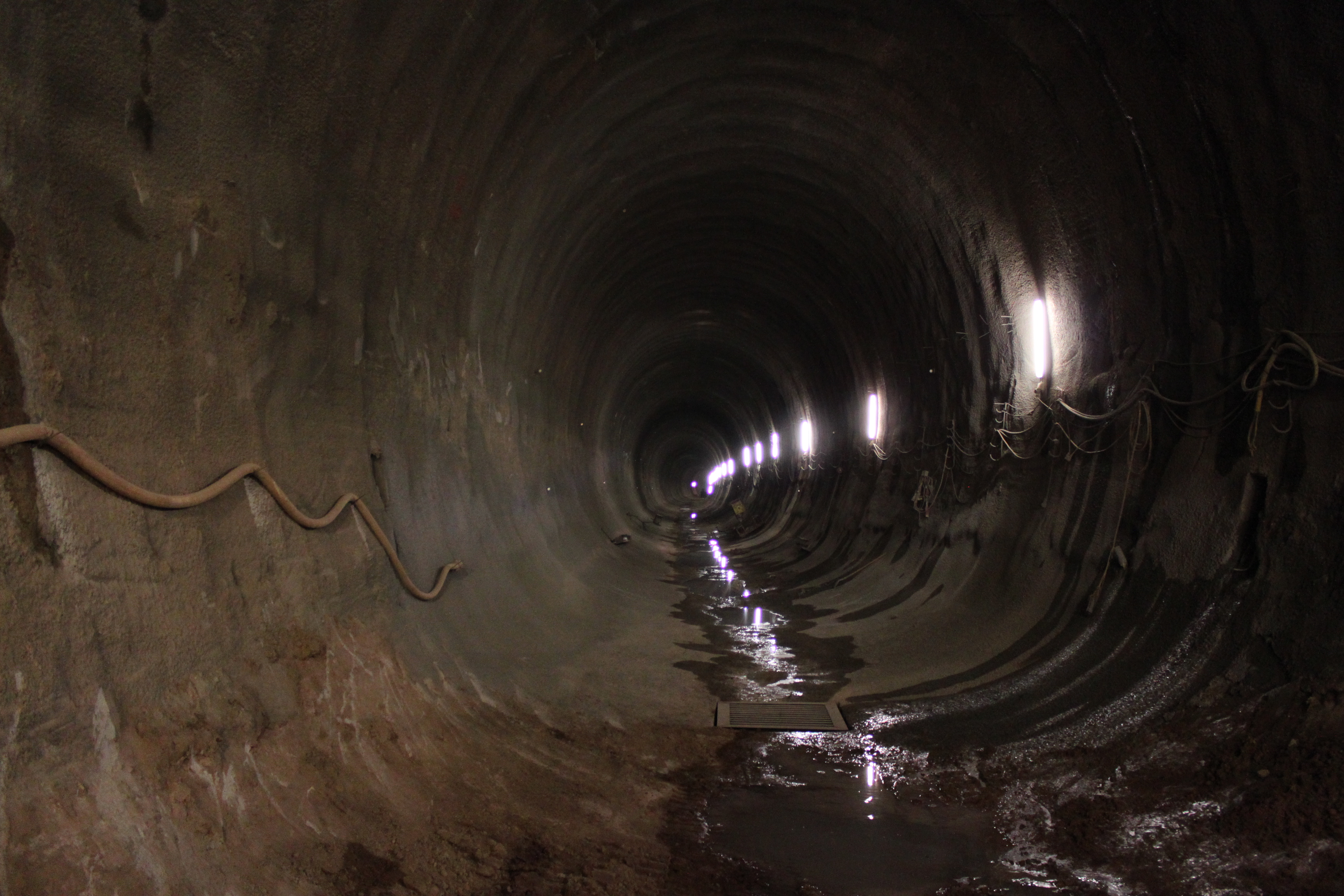
Blick in die im Rohbau fertiggestellte Nordröhre (März 2010)

Der Ausbruch des Tunnels erfolgte bergmännisch in konventioneller Spritzbetonbauweise. Die beiden Röhren wurden hierbei parallel und ausgehend von beiden Portalen teils mit Sprengungen, teils mit Abbauwerkzeugen, hergestellt. Bei einem Durchmesser von je 9,6 m liegt der Ausbruchsquerschnitt bei ca. 86 m². Insgesamt sollten 150.000 m³ Beton und etwa 17.000 t Betonstahl aufgewendet werden. Die geplante Bauzeit lag bei 21 Monaten. Insgesamt war mit rund 1500 Tonnen Sprengstoff für die Arbeiten kalkuliert worden. Die Fertigstellung sollte ursprünglich bis zum 31. Dezember 2011 erfolgen. Während der Bauarbeiten waren etwa 200 Mitarbeiter auf der Baustelle beschäftigt. Im Januar 2009 kam ein Arbeiter bei einem Arbeitsunfall ums Leben.
Das Ausbruchsvolumen von ca. 1,1 Mio. m³ wurde für Geländeveränderungen am Ostportal verwendet. Die Überschussmassen wurden dabei über ein Förderband mit Absetzer transportiert. 13 Querschläge verbinden im Abstand von 500 m die beiden Röhren miteinander.
Der Bauphase ging ein archäologisches Erkundungsprogramm voraus. Dabei wurden u. a. historische Wall- und Grabenanlagen aus der Bronze- und Eisenzeit entdeckt. Darüber hinaus wurden fast 5.000 Jahre alte Grabanlagen gefunden. Die Bauarbeiten wurden von großflächigen Grabungen des Landesamtes für Denkmalschutz und Archäologie begleitet, das bis zu etwa 5.000 Jahre alte Funde sichert.
Neben dem Tunnel entstand im Bauabschnitt der Röhren u. a. auch ein Einschnitt und eine Straßenüberführung vor dem Ostportal. Beauftragt wurde eine Arbeitsgemeinschaft Marti Tunnelbau AG, Marti Deutschland GmbH und der Johann Bunte Bauunternehmung GmbH & Co. KG (Papenburg).

### Durchschlag
Am 3. März 2010 wurde in der Nordröhre der Durchschlag durch Sprengung von Bundesverkehrsminister Peter Ramsauer, Landesverkehrsminister Karl-Heinz Daehre und Bahnchef Rüdiger Grube vollzogen. Neben dem symbolischen Durchschlag des benachbarten Finnetunnels am gleichen Tag markierte dies die offizielle „Halbzeit“  bei der Realisierung der Neubaustrecke Erfurt–Halle/Leipzig. Der Durchschlag erfolgte in der Nordröhre etwa 3,6 km vom Westportal entfernt. Unter den Augen von Mitarbeitern und Presse lösten die Ehrengäste die letzte Sprengung im Schutz des sechsten Querschlags (rund 3,5 km vom Westportal entfernt) aus. Anschließend fuhren Ehrengäste und Presse zum Ostportal des Finnetunnels, vor dem das Schneidrad der dortigen Tunnelbohrmaschine feierlich enthüllt wurde.

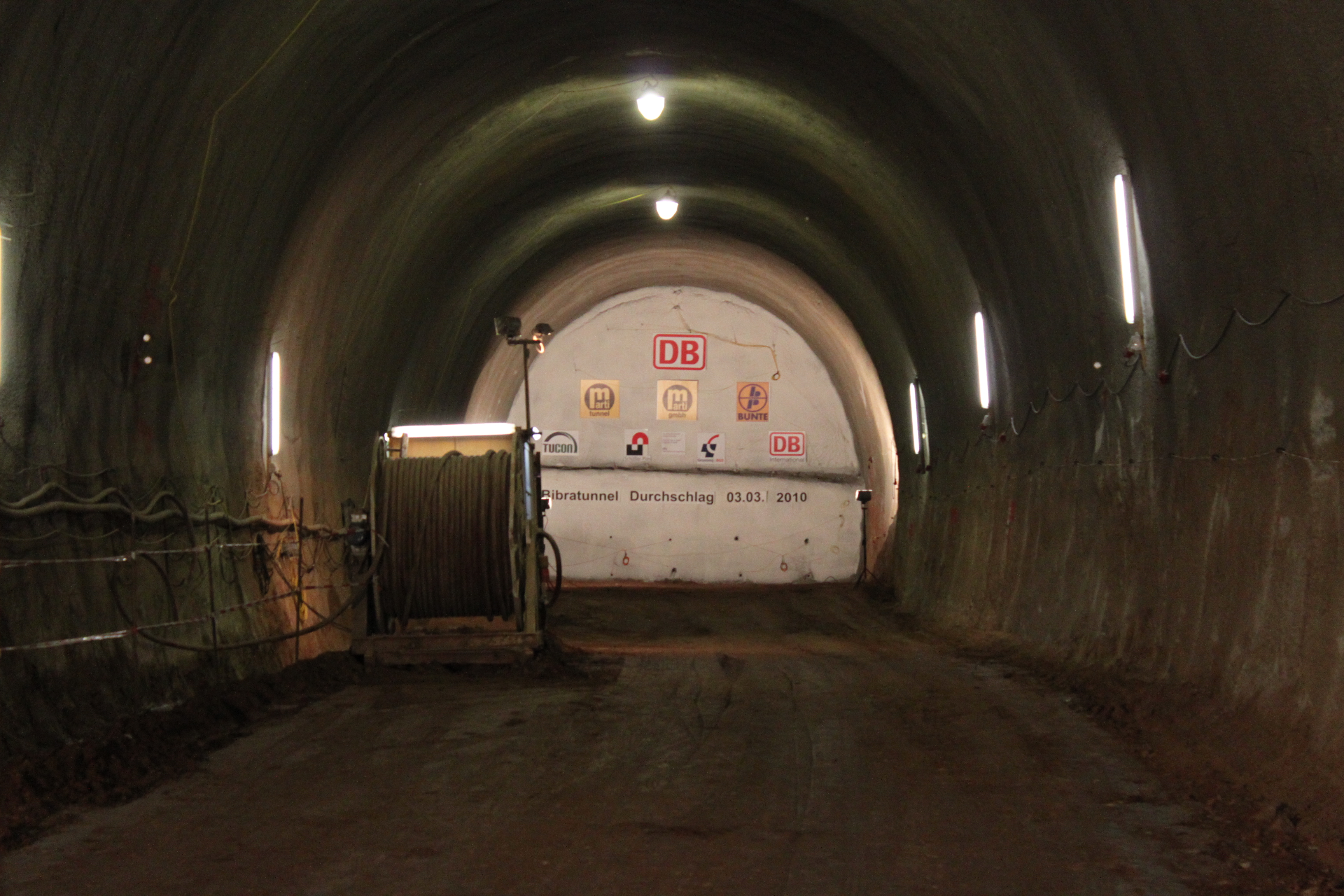
Die durchzuschlagende Wand wenige Minuten vor der Sprengung
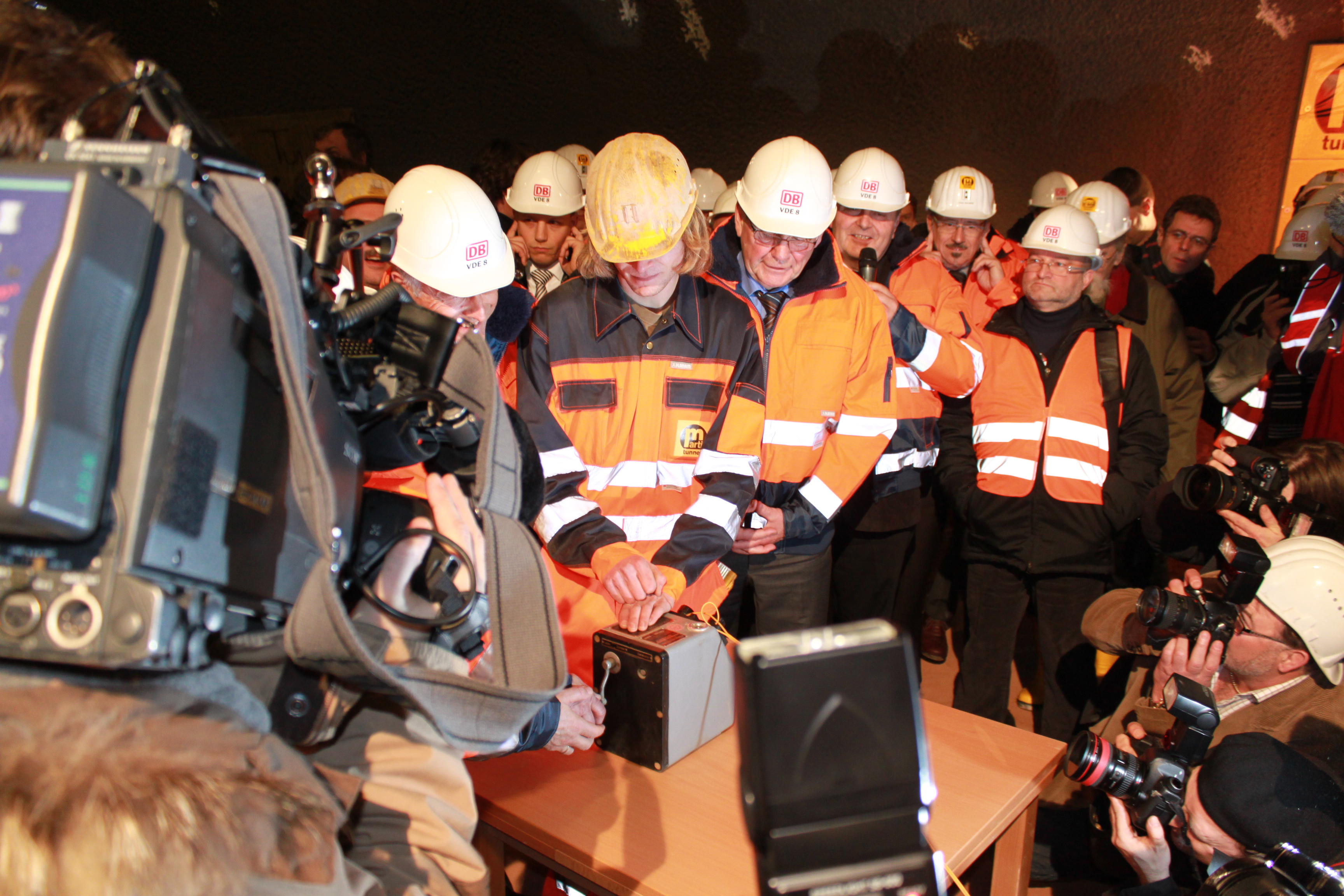
Auslösen der letzten Sprengung durch Sprengmeister und Ehrengäste
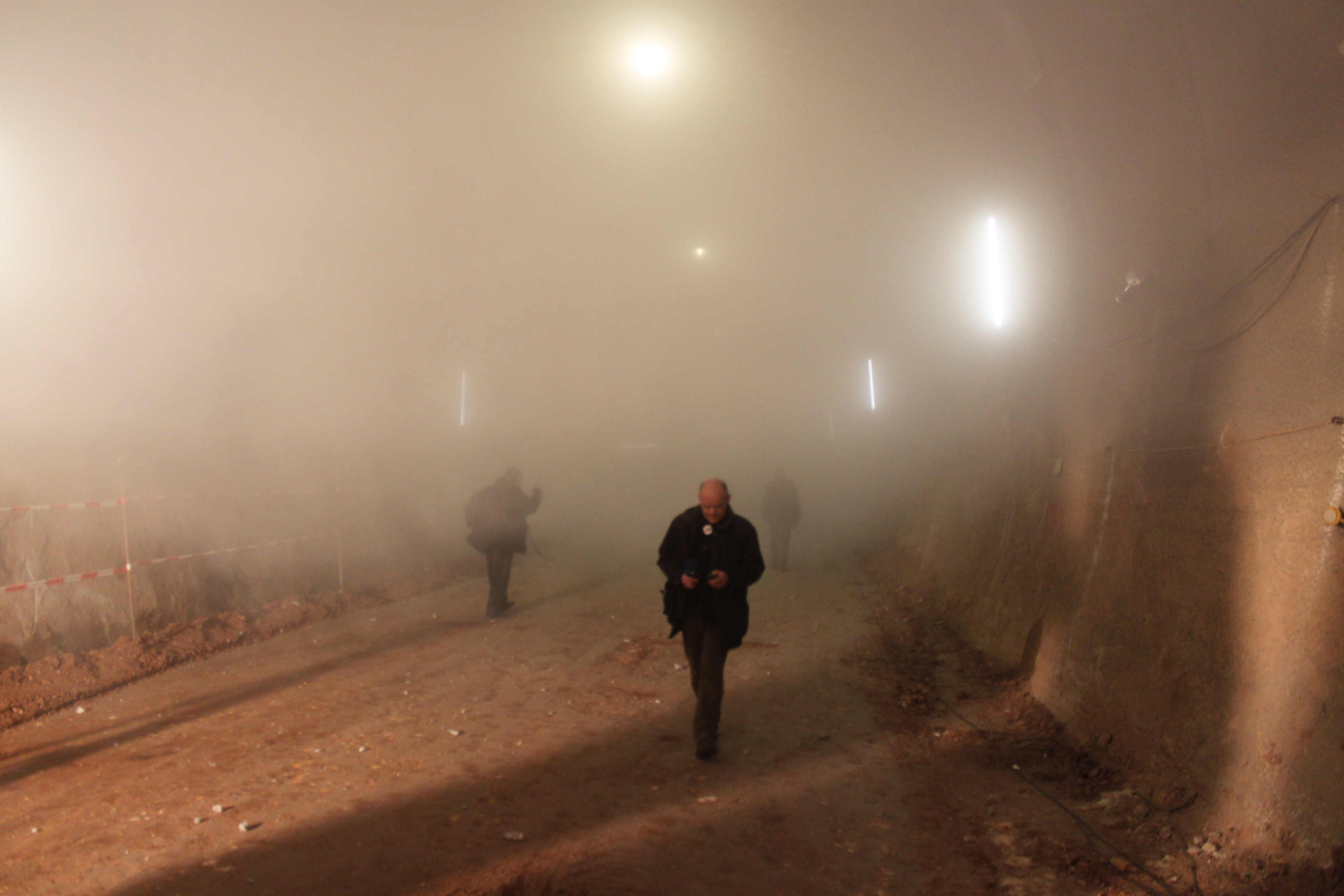
Staubwolke kurz nach der Sprengung

### Betrieb
Aufgrund einer eintägigen GSM-R-Störung im Tunnel, wodurch ETCS nicht funktionierte, mussten Züge am 27. und 28. Juni 2017 über die Bestandsstrecken umgeleitet werden.

## Technik
Der Tunnel hat eine Feste Fahrbahn und eine Oberleitung vom Typ Re 330 erhalten. Die Entwurfsgeschwindigkeit beträgt 300 km/h.
Der Tunnel wird mit digitalem BOS-Funk ausgerüstet.